# Badugi
 (février 2023).
Si vous disposez d'ouvrages ou d'articles de référence ou si vous connaissez des sites web de qualité traitant du thème abordé ici, merci de compléter l'article en donnant les références utiles à sa vérifiabilité et en les liant à la section « Notes et références ».

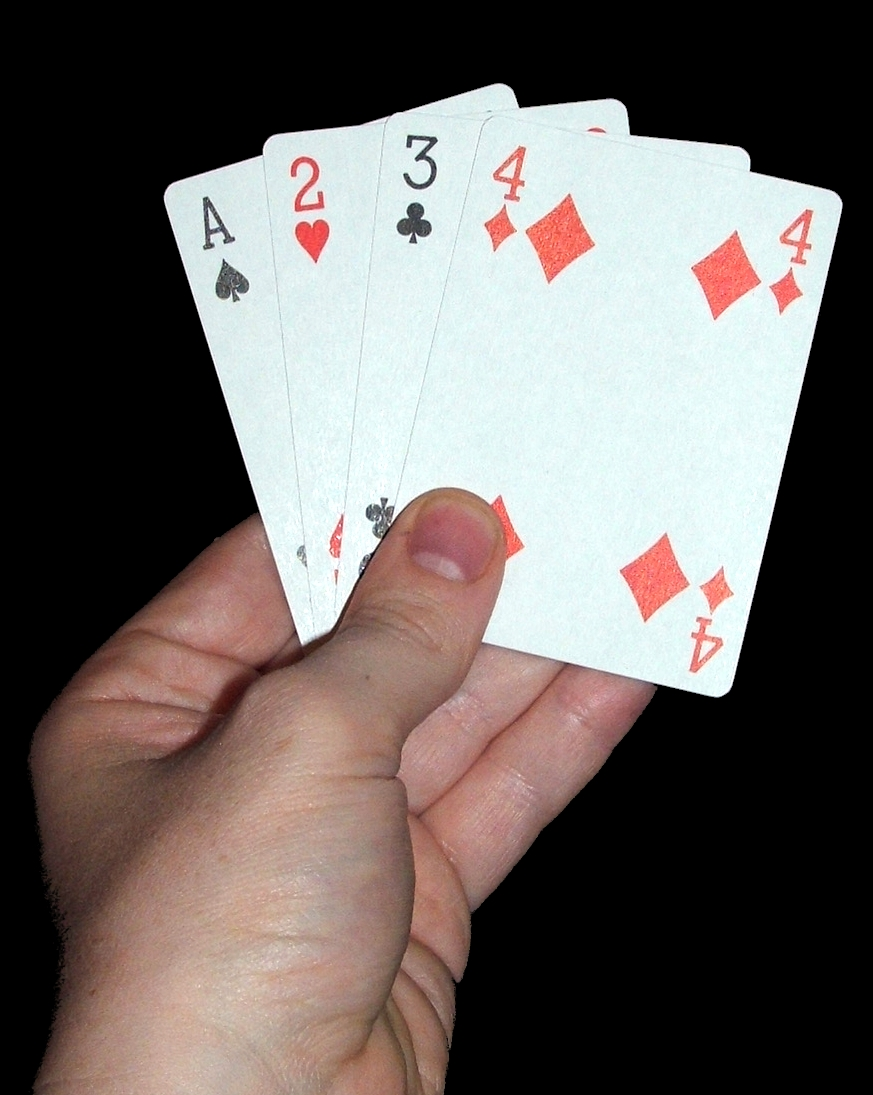
Jeu de Badugi.

Le Badugi est un jeu de poker fermé.
Quatre cartes sont distribuées par personne.
Ce jeu se joue en triple draw, c'est-à-dire que les joueurs pourront échanger trois fois, zéro à quatre cartes de leurs mains.
Il se joue en limit ou en pot limit.
Le but est d'avoir une combinaison de cartes la plus basse possible, mais aucune carte de même valeur ou de même couleur. Exemple : A♥ 3♣ 4♠ 7♦ = Badugi au 7. La meilleure main est A 2 3 4 dépareillé.
Si à l'abattage, personne n'a quatre cartes dépareillées, celui qui a les trois cartes les plus faibles qui ne sont pas de la même couleur gagne ou deux cartes s'il n'y a pas de trois cartes (rare) et encore plus rare une carte.
Si deux personnes ont le même nombre de cartes dépareillées, on compare les cartes en descendant la séquence.
Exemple 6 5 4 est meilleur que 7 2 A qui lui-même bat 7 4 3 qui bat 7 5 A.